# 급사중
급사중(給事中)은, 중국의 관직명이다. 한국과 일본에서도 사용되었다. 

## 중국의 급사중
진대(秦代)에 처음으로 급사중의 이름이 등장한다. 진대의 급사중은 독립된 관직이 아니라 다른 관직명에 부가적으로 붙는 직함이었다. 장군, 열후(列侯), 구경(九卿) 등 어떤 관직도 '급사중'이라는 직함이 붙은 경우에는 궁에 드나들 수 있었고, 항상 황제의 가까이서 모실 수 있었다. 이후 한대(漢代)에 이어 위(魏), 진(晉)에서도 이를 이었다. 
수(隋)의 문제(文帝) 개황(開皇) 6년(586년) 이부(吏部)에 급사랑(給事郎)을 두었다. 당(唐) 고조(高祖) 무덕(武德) 3년(620년) 급사중(給事中)으로 이름을 고쳤다. 당 고종(高宗) 용삭(龍朔) 2년(662년) 이름을 동대사인(東臺舍人)으로 고쳤다가 함형(咸亨) 원년(670년) 급사중으로 되돌렸다. 《구당서》 직관지(職官志)에 따르면 문하성(門下省)에 속하여 품계는 정5품 청관(淸官), 정원은 네 명이었다. 
명(明) 홍무(洪武) 6년(1373년) 급사중 12명을 두고 이(吏), 호(户), 예(礼), 병(兵), 형(刑), 공(工)의 여섯 과(科)로 나누었다. 12년에 다시금 통정사(通政司)에 속하게 하였고, 81명으로 증원하였다. 홍무 24년에 정한 제도에서는 6과에 각기 도급사중(都给事中) 한 사람을 두었는데 품계는 정7품이었다. 그 아래에 좌(左)、우(右) 급사중 각 1명이 있어서 품계는 종7품이었다. 건문(建文) 연간에 좌、우 급사중을 파하였다가 영락(永樂) 연간에 다시 두었다.
청(清) 왕조는 명 왕조의 제도를 그대로 답습하였다. 청 왕조 초기에는 급사중을 6과 각각의 주관자로 설정하고 인신(印信)을 주조하여 조정 직할의 독립 관아로 삼았다. 그러던 것이 중, 후기에는 도찰원(都察院)에 소속되었다. 육과는 정부의 사무 부서로 수도 북경의 각 부(部)와 원(院)의 공무 관련 사찰을 맡아 보는 감찰직이었으며, 다른 한편으로는 황제를 보좌하여 본장(本章), 즉 관공서에서 올리는 공적인 상주문을 처리하였다. 이를 '홍본발초'(紅本發抄)라고 한다.

## 한국의 급사중
한국에서는 고려 시대에 중서문하성(中書門下省) 낭사(郎舍)에 속한 종4품 관직이었다.

## 같이 보기
- 안동 권씨 급사중공파(給事中公派) - 고려 시대의 동정 배융교위 엄의 아들 형윤(衡允)을 파조로 하는 집안이다.[1]
- 쇼나곤(少納言) - 일본 조정의 태정관에 속한 관직인 쇼나곤은 당풍(唐風) 즉 중국식 이름으로 급사중이라 하였다.